# Маријин закон
Закон о посебним мерама за спречавање вршења кривичних дела против полне слободе према малолетним лицима, у српској јавности познат под колоквијалним називом Маријин закон, је закон који је донесен у Србији 2013. године и којима су прописане мере контроле над осуђеним починиоцима кривичних дела против полне слободе према Кривичном закону Србије. 
Име је добио по Марији Јовановић, осмогодишњој девојчици из Старих Лединаца крај Новог Сада која је 26. јуна 2010. убијена од стране починиоца који је пре тога био осуђен за сексуалне деликте према деци и малолетницима. Након злочина отац невино страдале девојчице је покренуо иницијативу за доношење закона који би за сврху имао спречавање сличних догађаја у будућности. Њу су на крају подржале све српске политичке странке и највећи део јавности, те је у Скупштини донесен једноггласно.
Овим законом прописују се посебне мере које се спроводе према учиниоцима кривичних дела против полне слободе извршених према малолетним лицима одређених овим законом и уређује вођење посебних доказа лица осуђених за та кривична дела.